# Сангатт
Сангатт (фр. Sangatte) — коммуна во Франции, регион О-де-Франс, департамент Па-де-Кале, округ Кале, кантон Кале-1, в 8 км к западу от Кале и в 5 км от автомагистрали А16 "Европейская",  на берегу Ла-Манша. Название поселка имеет фламандское происхождение и означает буквально «брешь в песке».
Поселок стал известен после начала строительства железнодорожного туннеля под Ла-Маншем, поскольку именно на территории коммуны Сангатт туннель выходит на поверхность на французской территории.
Население (2018) — 4 852 человек.

## История
С пляжа у Сангатта 25 июля 1909 года французский авиатор Луи Блерио поднял в небо свой аэроплан и через 37 минут приземлился в Дувре, совершив тем самым первый в истории перелет через Ла-Манш на самолете.

## Экономика
Структура занятости населения:
- сельское хозяйство — 3,2 %
- промышленность — 3,6 %
- строительство — 2,9 %
- торговля, транспорт и сфера услуг — 30,6 %
- государственные и муниципальные службы — 59,7 %

Уровень безработицы (2017) — 15,1 % (Франция в целом — 13,4 %, департамент Па-де-Кале — 17,2 %). 

Среднегодовой доход на 1 человека, евро (2017) — 22 540 (Франция в целом — 21 110, департамент Па-де-Кале — 18 610).

## Демография
Динамика численности населения, чел.

## Администрация
Пост мэра Сангатта с 2006 года занимает коммунист Ги Аллеман (Guy Allemand). На муниципальных выборах 2020 года возглавляемый им независимый список победил в 1-м туре, получив 71,58 % голосов.
| Период | Период | Фамилия     | Партия                             | Примечания                                                                 |
| ------ | ------ | ----------- | ---------------------------------- | -------------------------------------------------------------------------- |
| 1971   | 1983   | Рене Куси   | Разные левые                       | доктор медицины                                                            |
| 1983   | 2001   | Рене Лапотр | Объединение в поддержку Республики | член Генерального совета департамента                                      |
| 2001   | 2006   | Андре Сегар | Социалистическая партия            | инспектор национального образования, член Генерального совета департамента |
| 2006   |        | Ги Аллеман  | Коммунистическая партия            |                                                                            |

## Города-побратимы
- Сэндгейт, Англия